# مطار شهانتوا وايشها
مطار شهانتوا وايشها (بالإنجليزية: Shantou Waisha Airport)‏ و(بالصينية: 汕头外砂机场) () قاعدة جوية عسكرية تقع في مقاطعة غوانغدونغ في مدينة شانتو في الصين، ويبلغ طول مدرّجها 2500م. كان في السابق مطاراً عاماً رئيسياً يخدم مدينة شانتو حتى افتُتح مطار جييانغ شاوشان في 15/ديسمبر/2011 ونُقلت جميع الرحلات المدنية إليه.

## وصلات خارجية
- http://www.flightstats.com/go/Airport/airportDetails.do?airportCode=